# 19473 Мерігарднер
19473 Мерігарднер (19473 Marygardner) — астероїд головного поясу, відкритий 21 квітня 1998 року.
Тіссеранів параметр щодо Юпітера — 3,504.